# Golda (keresztnév)
A Golda angol eredetű női név, jelentése: arany.

## Rokon nevek
- Goldina:[1] a Golda továbbképzése.
- Holda: a Goldához hasonló név.

## Gyakorisága
Az 1990-es években a Golda és a Goldina szórványos név, a 2000-es években nem szerepelnek a 100 leggyakoribb női név között.

## Névnapok
Golda, Goldina
- július 19.[2]
- október 4.[2]

## Híres Goldák, Goldinák
- Golda Meir izraeli miniszterelnök
- Goldie Hawn amerikai színésznő